# Rougsø Nord Pastorat
Rougsø Nord Pastorat var et pastorat i Norddjurs Provsti, Århus Stift.
Pastoratet indgik 1. august 2018 i Norddjurs Vestre Pastorat.
Pastoratet bestod af de fire sogne:

## Sogne
- Holbæk Sogn
- Udby Sogn
- Voer Sogn
- Estruplund Sogn

## Kirker
I pastoratet er der fire kirker
- Holbæk Kirke
- Udby Kirke
- Voer Kirke
- Estruplund Kirke